# Târnăveni

Târnăveni (ungerska: Dicsőszentmárton, tyska: Sankt Martin, tidigare Marteskirch) är en rumänsk stad i centrala Rumänien i länet (județ) Mureș. Staden har 22 075 invånare (2011).
Den är belägen vid floden Târnava Mică i centrala Transsylvanien. 
På rumänska hette staden tidigare Diciosânmartin, och därefter Târnava-Sânmărtin.